# Hassan Nader

Foto do Jogador Hassan Nader

Hassan Nader - em árabe, حسن ناﺿر (Casablanca, 8 de julho de 1965) - é um ex-jogador de futebol marroquino que se destacou enquanto jogador em clubes como o SC Farense ou o WAC Casablanca.

## Carreira
Como jogador conquistou dois campeonatos de Marrocos, duas Taças do Rei em Marrocos, uma Taça dos Campeões do Mundo Árabe e uma Supertaça do Mundo Árabe, tudo pelo WAC Casablanca em Marrocos. Foi uma vez finalista da Taça do Rei em Espanha pelo Mallorca e conquistou ainda uma Taça de Portugal pelo SL Benfica.
Foi o melhor marcador do campeonato marroquino por 3 vezes pelo WAC Casablanca e melhor marcador do campeonato português em 1994/95 ao serviço do SC Farense.
Estreou-se na Primeira Divisão portuguesa a 1 de Novembro de 1992 no jogo SC Farense-GD Chaves e marcou 116 golos em 208 jogos. Participou por 17 vezes na Taça de Portugal, onde marcou 6 golos.

## Seleção
A nível internacional destacou-se ao marcar pela Selecção Marroquina de Futebol em 1988, o golo inaugural no jogo da meia-final da Taça de África das Nações contra a Argélia, onde terminaria em 4º lugar, e um golo no Campeonato do Mundo de Futebol de 1994 nos Estados Unidos frente aos Países Baixos e ainda 2 golos na Taça UEFA.
Como treinador, treinou o SC Farense na época 2005/06.

## Palmarés
- 2 Campeonatos de Marrocos em 1985/86 e 1989/90
- 2 Taças do Rei de Marrocos em 1988/89 e 1989/90
- 1 Taça dos Clubes Campeões do Mundo Árabe em 1988/89
- 1 Supertaça Árabe em 1989/90
- 3 vezes melhor marcador do campeonato marroquino em 1985/86, 1986/87, 1988/89
- 1 vez finalista da Taça do Rei de Espanha em 1990/91
- 1 Bota de ouro de melhor marcador do campeonato português em 1994/95
- 1 Taça de Portugal em 1995/96